# Hominem quaero
 Hominem quaero! лат. (изговор: хоминем кверо). Човјека тражим!(Диоген)

## Поријекло изреке
Када су античког  филозофа Диогена питали зашто усред дана шета са упаљеном свијећом, оговорио је: „Тражим човјека!

## У српском језику
Када је нешто толико ријетко и тешко пронаћи, у српском језику се каже: „Треба га тражити свијећом“.

## Тумачење
Диоген је хтио да каже како је прави човјек риједак и треба га свијећом тражити. 